# Station Hoboken-Polder
Station Hoboken-Polder werd op 10 juli 1878 samen met de spoorverbinding van station Hoboken naar station Antwerpen-Zuid in de voormalige gemeente Hoboken (dat sinds 1983 een Antwerps district is) geopend. Het werd geklasseerd in de 5e klasse. Het stationsgebouw dateert van 1 mei 1894. Het ligt aan de spoorlijn 52 (Puurs - Antwerpen-Zuid). Het werd in 1984 gesloten maar enkele jaren later in 1988 terug heropend. Het is een station zonder loketten met gratis parking en fietsstalling.
Het station heette aanvankelijk alleen Hoboken. Deze naam werd echter vanaf 26 mei 1974, toen de dienstregeling op lijn 52 werd hervormd, gebruikt voor de halte Hoboken-Kapelstraat, en het station heet sindsdien Hoboken-Polder.

## Treindienst
| Serie     | Treinsoort               | Route                                                      | Bijzonderheden             |
| --------- | ------------------------ | ---------------------------------------------------------- | -------------------------- |
| S 32 2350 | S-trein Antwerpen (NMBS) | Puurs – Hemiksem – Antwerpen-Centraal – Essen              | Rijdt alleen op werkdagen. |
| S 32 2550 | S-trein Antwerpen (NMBS) | Puurs – Hemiksem – Antwerpen-Centraal – Essen – Roosendaal |                            |

## Galerij

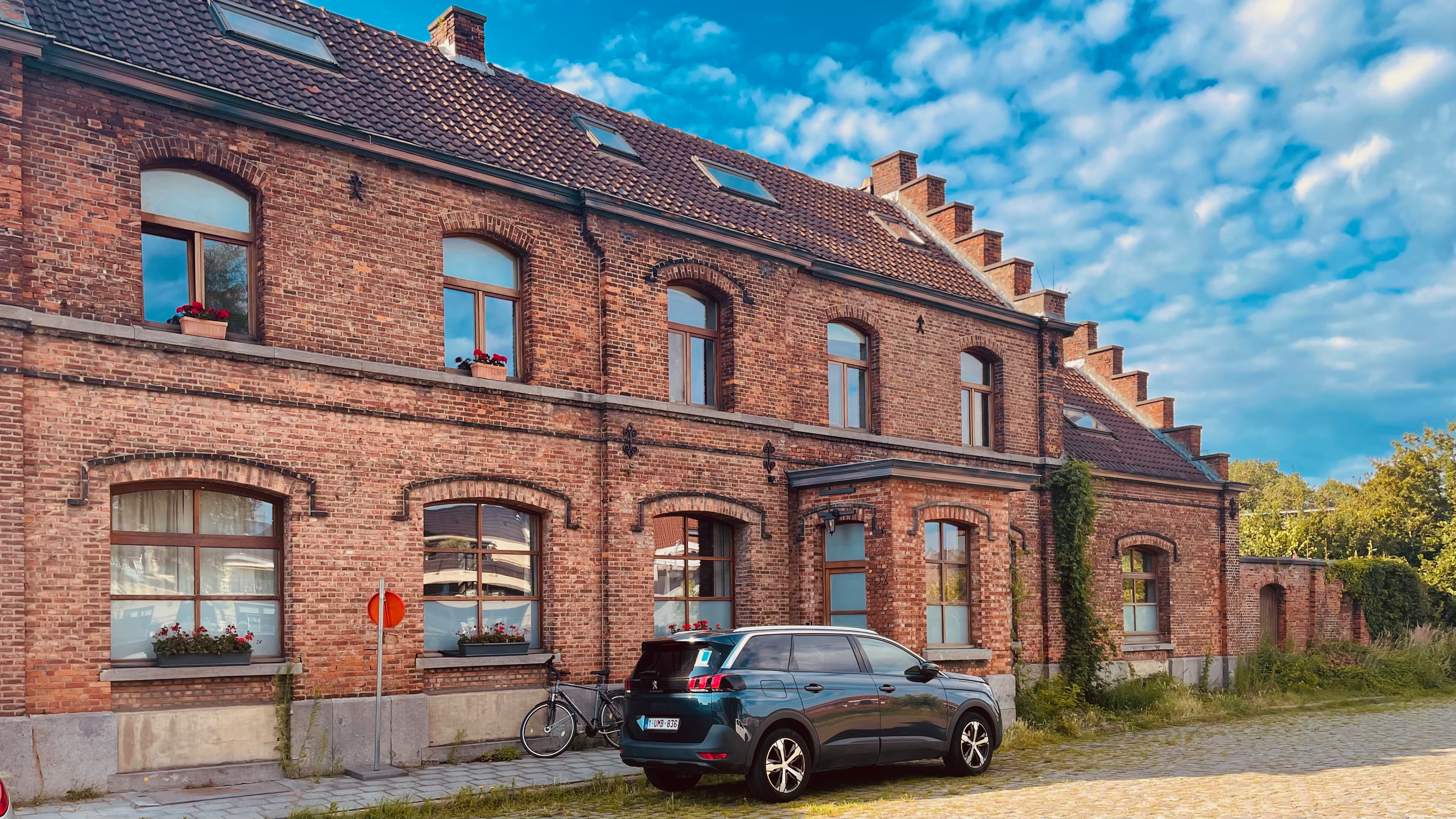
Het voormalige stationsgebouw
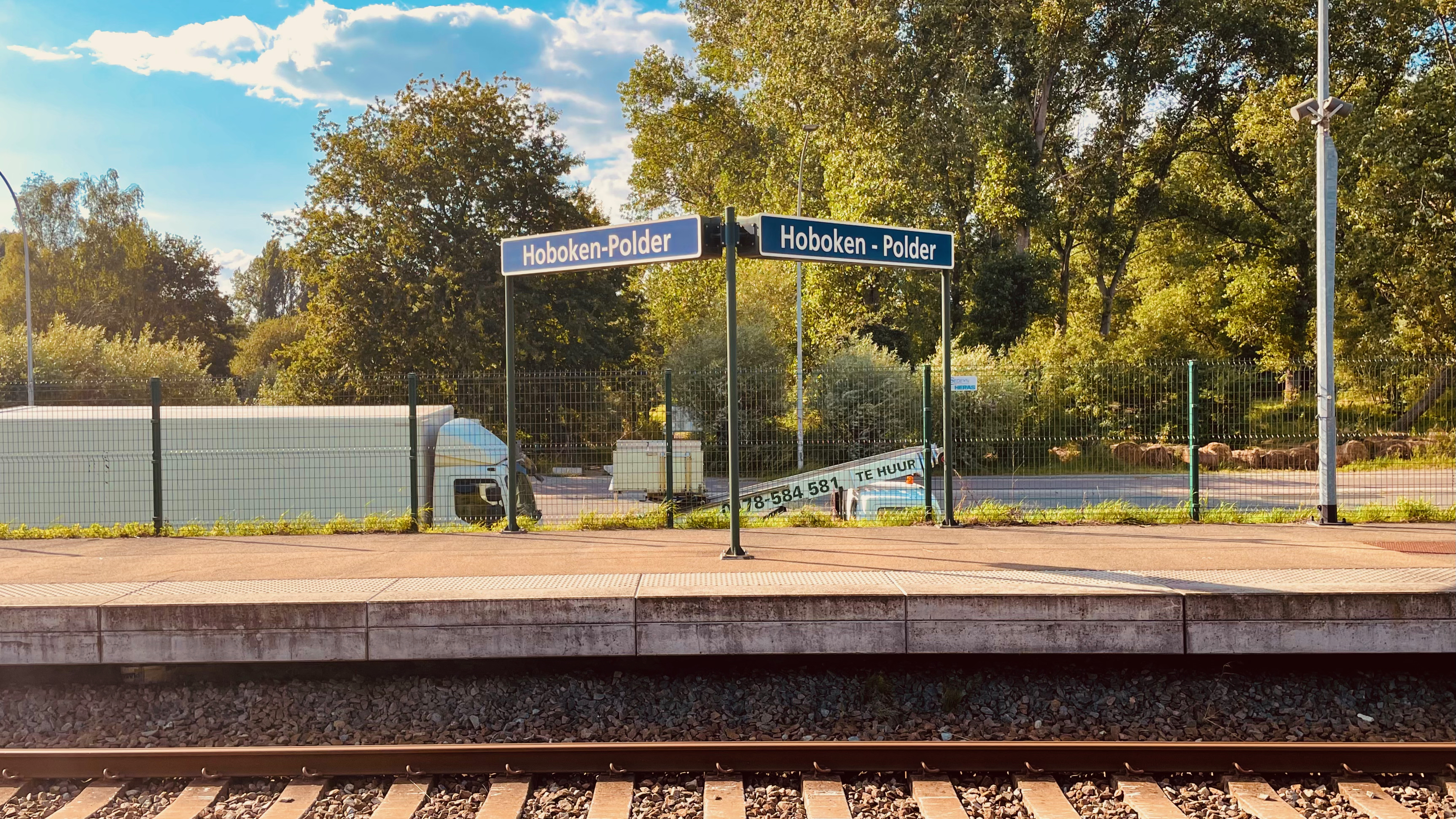
Plaatsnaambord
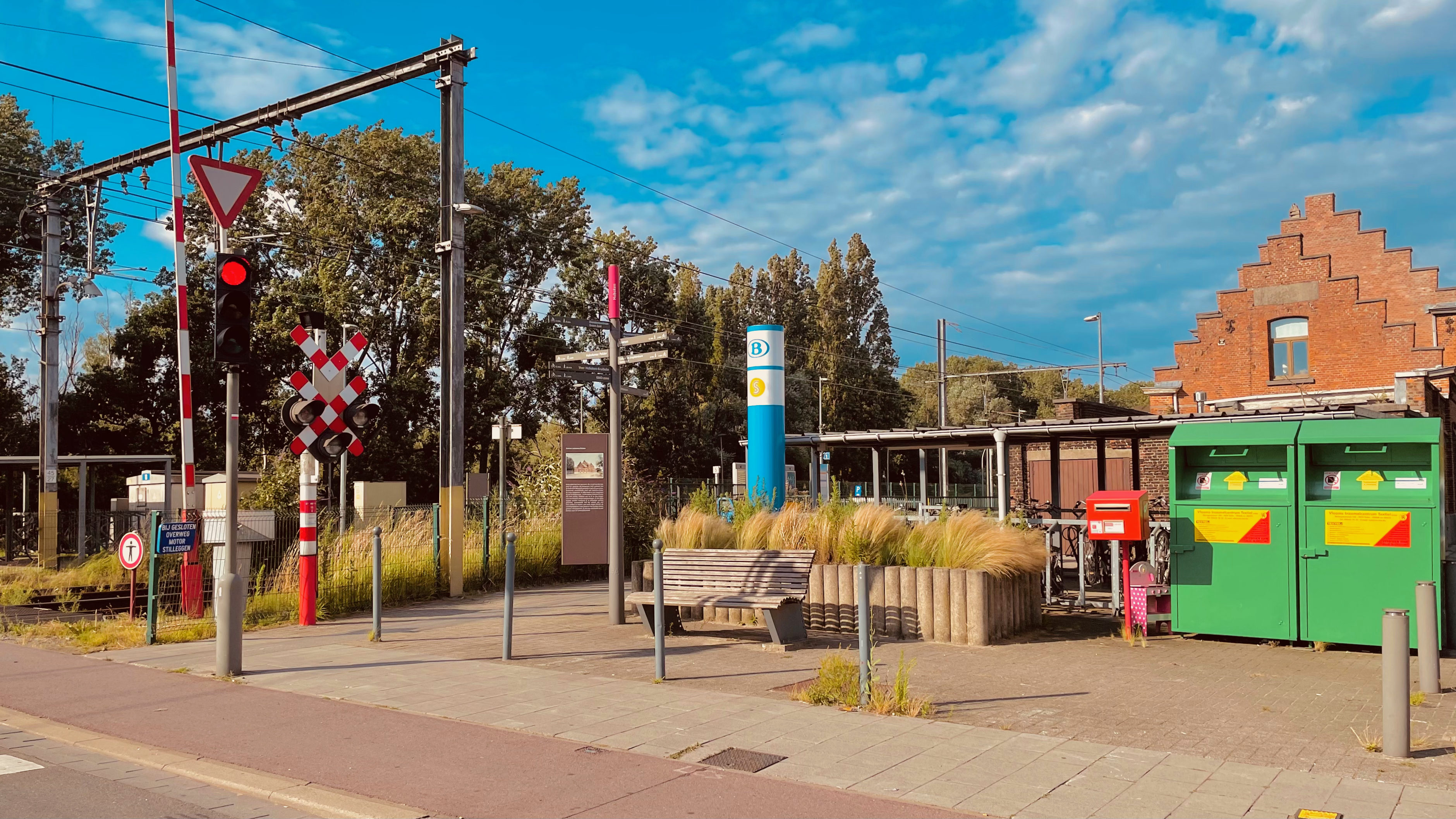
Overweg aan het station
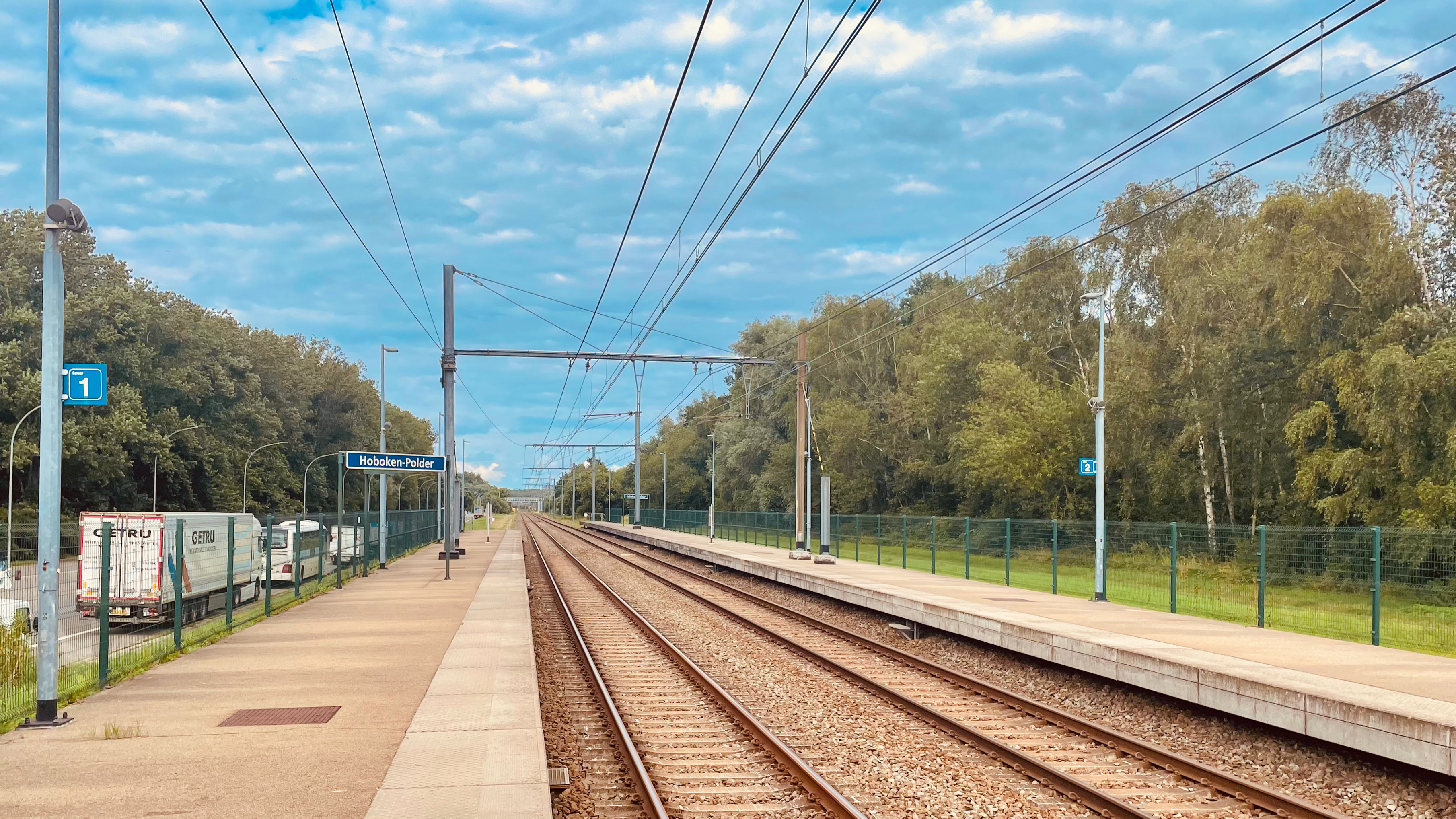
Zicht op de sporen
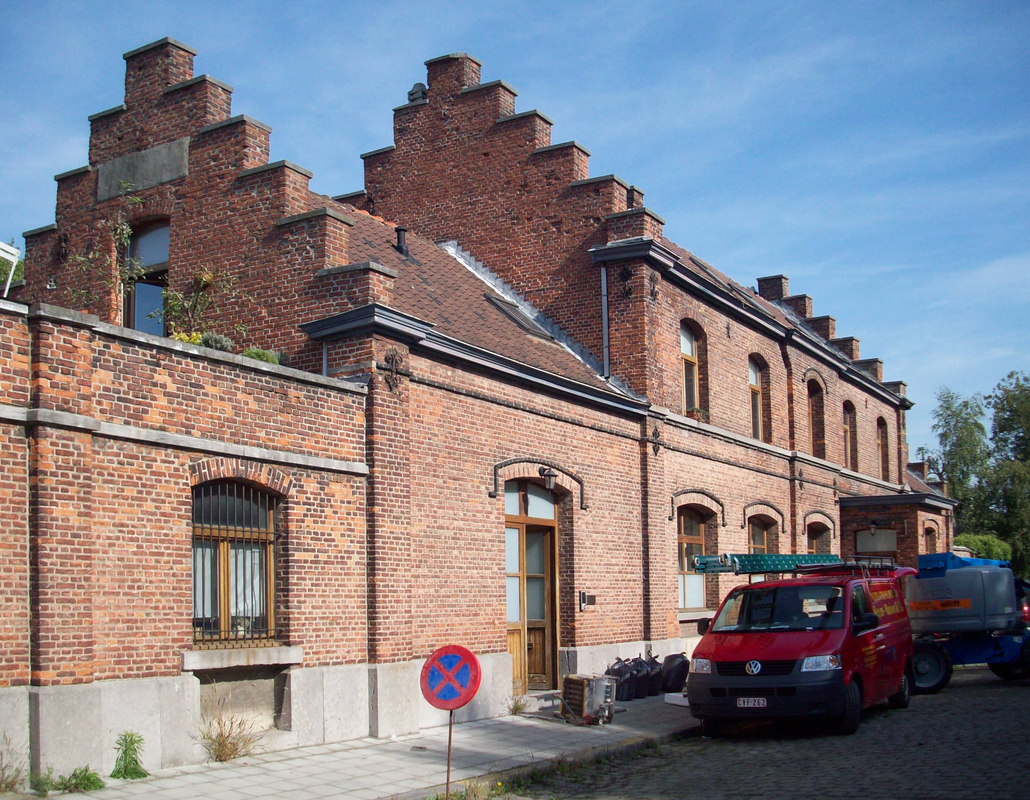
Stationsgebouw

## Reizigerstellingen
De grafiek en tabel geven het gemiddeld aantal instappende reizigers weer op een week-, zater- en zondag.
| Tabel: aantal instappende reizigers station Hoboken-Polder | Tabel: aantal instappende reizigers station Hoboken-Polder | Tabel: aantal instappende reizigers station Hoboken-Polder | Tabel: aantal instappende reizigers station Hoboken-Polder |
|                                                            | Weekdag                                                    | Zaterdag                                                   | Zondag                                                     |
| ---------------------------------------------------------- | ---------------------------------------------------------- | ---------------------------------------------------------- | ---------------------------------------------------------- |
| 1977                                                       | 250                                                        | 14                                                         | -                                                          |
| 1978                                                       | 264                                                        | 22                                                         | -                                                          |
| 1979                                                       | 249                                                        | 25                                                         | -                                                          |
| 1980                                                       | 232                                                        | 31                                                         | 13                                                         |
| 1981                                                       | 253                                                        | 44                                                         | 36                                                         |
| 1982                                                       | 254                                                        | 20                                                         | -                                                          |
| 1983                                                       | 217                                                        | 17                                                         | -                                                          |
| 1984                                                       | -                                                          | -                                                          | -                                                          |
| 1985                                                       | -                                                          | -                                                          | -                                                          |
| 1986                                                       | -                                                          | -                                                          | -                                                          |
| 1987                                                       | -                                                          | -                                                          | -                                                          |
| 1988                                                       | 79                                                         | -                                                          | -                                                          |
| 1989                                                       | 56                                                         | -                                                          | -                                                          |
| 1990                                                       | 61                                                         | -                                                          | -                                                          |
| 1991                                                       | 96                                                         | -                                                          | -                                                          |
| 1992                                                       | 77                                                         | -                                                          | -                                                          |
| 1993                                                       | 94                                                         | -                                                          | -                                                          |
| 1994                                                       | 92                                                         | -                                                          | -                                                          |
| 1995                                                       | 77                                                         | -                                                          | -                                                          |
| 1996                                                       | 99                                                         | -                                                          | -                                                          |
| 1997                                                       | 92                                                         | -                                                          | -                                                          |
| 1998                                                       | 117                                                        | -                                                          | -                                                          |
| 1999                                                       | 211                                                        | -                                                          | -                                                          |
| 2000                                                       | 159                                                        | -                                                          | -                                                          |
| 2001                                                       | 152                                                        | -                                                          | -                                                          |
| 2002                                                       | 103                                                        | -                                                          | -                                                          |
| 2003                                                       | 167                                                        | -                                                          | -                                                          |
| 2004                                                       | 187                                                        | -                                                          | -                                                          |
| 2005                                                       | 149                                                        | -                                                          | -                                                          |
| 2006                                                       | 155                                                        | -                                                          | -                                                          |
| 2007                                                       | 120                                                        | -                                                          | -                                                          |
| 2008                                                       | -                                                          | -                                                          | -                                                          |
| 2009                                                       | 172                                                        | -                                                          | -                                                          |
| 2010                                                       | -                                                          | -                                                          | -                                                          |
| 2011                                                       | -                                                          | -                                                          | -                                                          |
| 2012                                                       | 122                                                        | -                                                          | -                                                          |
| 2013                                                       | 121                                                        | -                                                          | -                                                          |
| 2014                                                       | 153                                                        | -                                                          | -                                                          |
| 2015                                                       | 123                                                        | -                                                          | -                                                          |
| 2016                                                       | 131                                                        | -                                                          | -                                                          |
| 2017                                                       | 167                                                        | -                                                          | -                                                          |
| 2018                                                       | 235                                                        | 111                                                        | 87                                                         |
| 2019                                                       | 344                                                        | 102                                                        | 89                                                         |
| 2020                                                       | 211                                                        | 91                                                         | 63                                                         |
| 2021                                                       | 0                                                          | 0                                                          | 0                                                          |
| 2022                                                       | 389                                                        | 73                                                         | 95                                                         |
| 2023                                                       | 387                                                        | 155                                                        | 128                                                        |
| 2024                                                       | 536                                                        | 230                                                        | 193                                                        |

Antwerpen-Berchem · Antwerpen-Centraal · Antwerpen-Dam · Antwerpen-Dokken en -Stapelplaatsen · Antwerpen-Harwich · Antwerpen-Haven · Antwerpen-Kiel · Antwerpen-Linkeroever · Antwerpen-Luchtbal · Antwerpen-Noord · Antwerpen-Noorderdokken · Antwerpen-Oost · Antwerpen-Schijnpoort · Antwerpen-Waas · Antwerpen-Zuid · Borgerhout · Ekeren · Ekeren-Brug · Fort 6 · Fort 7 · Fort 8 · Hoboken-Kapelstraat · Hoboken-Polder · Leugenberg · Merksem · Molenveld · Sint-Mariaburg · Wilrijk
0,0: Dendermonde ·
5,6: Baasrode-Noord ·
9,0: Sint-Amands ·
12,5: Oppuurs ·
15,3: Puurs ·
18,4: Ruisbroek-Sauvegarde ·
21,2: Boom ·
22,0: Boom-Krekelenberg ·
24,7: Niel ·
26,4: Schelle ·
27,6: Hemiksem ·
29,9: Hemiksem-Werkplaatsen ·
31,9: Hoboken-Kapelstraat ·
32,9: Hoboken-Polder ·
37,5: Antwerpen-Zuid